# Alocasia reginae
Alocasia reginae är en kallaväxtart som beskrevs av Nicholas Edward Brown. Alocasia reginae ingår i släktet Alocasia och familjen kallaväxter. Inga underarter finns listade.